# Lambach
Lambach ist eine Marktgemeinde in Oberösterreich an der Traun im Bezirk Wels-Land im Hausruckviertel mit 3912 Einwohnern (Stand 1. Jänner 2025). Bedeutend ist die 1056 gegründete Benediktinerabtei Stift Lambach.

## Geografie
Lambach liegt auf einer Höhe von 367 m ü. A. an der Traun, die zusammen mit der Ager die Südgrenze bildet. Die Gemeinde gehörte bis 2012 zum Gerichtsbezirk Lambach und ist seit dem 1. Jänner 2013 Teil des Gerichtsbezirks Wels. Die Ausdehnung beträgt von Nord nach Süd 4,9 und von West nach Ost 2,2 Kilometer. Die Gemeinde hat eine Fläche von vier Quadratkilometer. Davon werden 36 Prozent landwirtschaftlich genutzt, zwanzig Prozent sind Gärten und zwölf Prozent sind bewaldet.

### Gemeindegliederung
Das Gemeindegebiet umfasst folgende vier Ortschaften (in Klammern Einwohnerzahl Stand 1. Jänner 2025):
- Fischerau (16)
- Lambach (3736)
- Schußstatt (93)
- Ziegelstadl (67)

Die Gemeinde besteht aus der Katastralgemeinde Lambach.

### Nachbargemeinden
|                        |                                             | Edt bei Lambach |
| Neukirchen bei Lambach | Kompassrose, die auf Nachbargemeinden zeigt |                 |
|                        | Stadl-Paura                                 |                 |

## Geschichte

### Ortsgeschichte
Ursprünglich im Ostteil des Herzogtums Bayern liegend, gehörte der Ort seit dem 12. Jahrhundert zum Herzogtum Österreich. Im Jahre 1365 wurde Lambach von Rudolf IV. das Marktrecht verliehen. Seit 1490 wird der Ort dem Teilfürstentum Österreich ob der Enns zugerechnet.
Bei Lambach gab es zwei nennenswerte kriegerische Auseinandersetzungen:
- Gefecht bei Lambach (1626), ausgetragen zwischen aufständischen Bauern und einer kaiserlichen Streitmacht während des Oberösterreichischen Bauernkrieges
- Gefecht bei Lambach (1805), ausgetragen zwischen österreichischen und russischen Truppen sowie einer französischen Streitmacht während des Dritten Koalitionskrieges

Seit 1918 gehört der Ort zum Bundesland Oberösterreich. Nach dem Anschluss Österreichs an das Deutsche Reich am 13. März 1938 gehörte der Ort zum Gau Oberdonau. 1941 wurde das Kloster Lambach durch die Nationalsozialisten aufgelöst und darin eine Nationalpolitische Erziehungsanstalt untergebracht. Nach dem Ende des Zweiten Weltkrieges kehrte der vertriebene Konvent 1945 in das Stift Lambach zurück.
1946 importierte die US-Army für ihre Soldaten eine Coca-Cola-Abfüllanlage, leider ohne Fachkräfte für den Zusammenbau. Österreichische Ingenieure beschäftigten sich damit und konnten die Anlage fertigstellen. Das Getränk war anfangs nur für Soldaten und US-Bürger. Wann der öffentliche Verkauf begonnen hat, ist nicht bekannt. (Quelle: TV-Produktion Österreich II)

### Stift Lambach

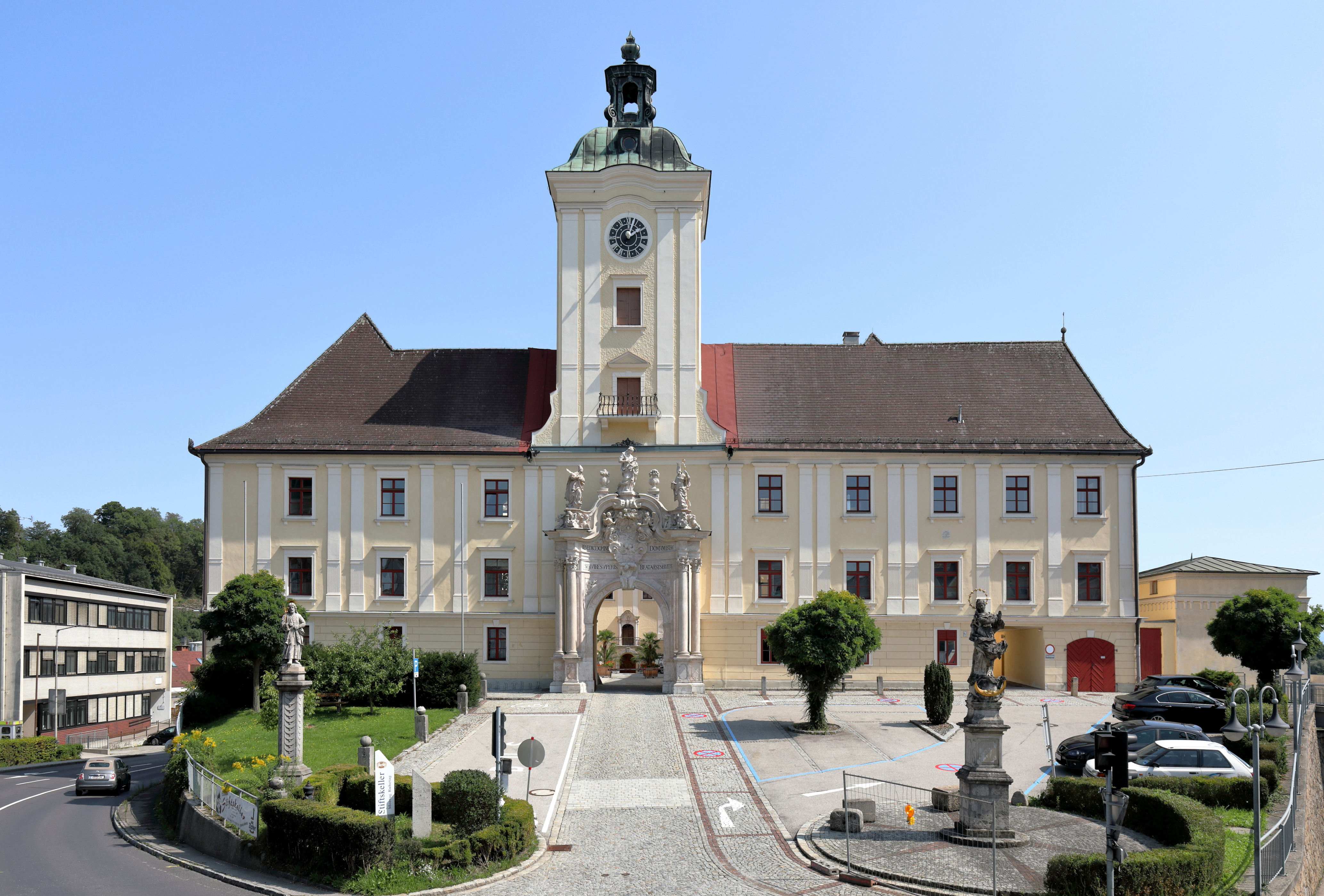
Stift Lambach

1056 wandelte der letzte Nachkomme der Grafen von Wels-Lambach, Adalbero, den Stammsitz seiner Eltern in eine Benediktinerabtei um. Adalbero war 1045 Bischof von Würzburg geworden. Er führte zahlreiche Reformen in seinem Bistum durch, gründete und erneuerte Klöster. 1089 weihte er zusammen mit seinem Freund Bischof Altmann von Passau die erste Klosterkirche in Lambach. Da er sich im Investiturstreit auf die Seite des Papstes stellte, wurde er aus seiner Bischofsstadt vertrieben und fand in seiner Lieblingsgründung einen Ort der Zuflucht. So erlebte er auch 1089, wie Lambacher Mönche zur Besiedlung Melks auszogen. Am 6. Oktober 1090 starb Adalbero in Lambach. Sein Grab erfreute sich großer Verehrung beim Volk. Erst 1883 wurde sein Kult offiziell von Papst Leo XIII. anerkannt. Im 12. Jahrhundert war das Kloster mit seiner Schreibschule ein herausragendes Zentrum mittelalterlichen Kunstschaffens. Seine höchste Blüte erlebte das Stift während der Barockzeit. Eine prächtige frühbarocke Kirche wurde errichtet und die gesamte Klosteranlage vergrößert. Im Jahr 2006 feierte das Stift Lambach sein 950-jähriges Bestehen mit einer Jubiläumsausstellung.

## Kultur und Sehenswürdigkeiten
Sakralbauten

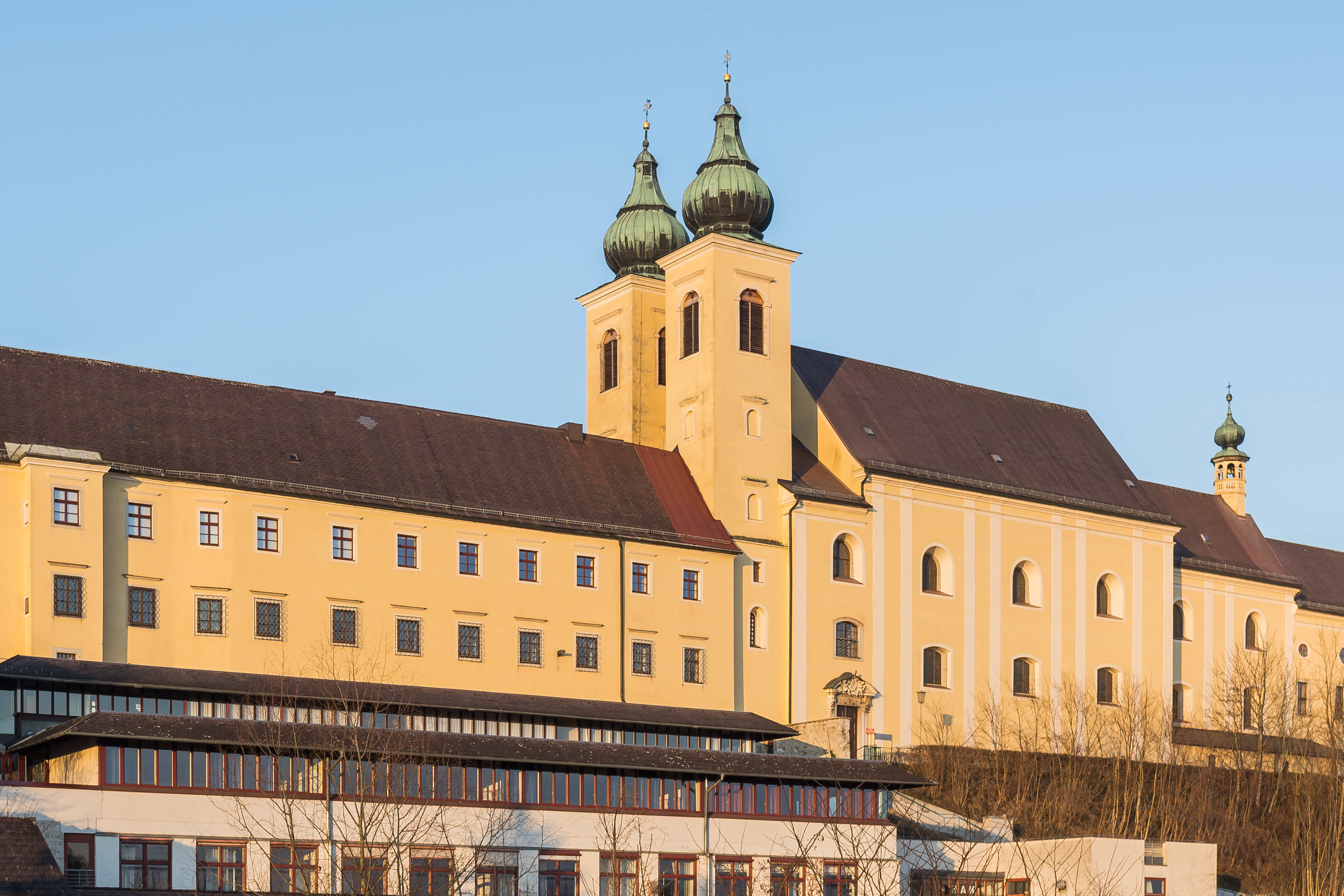
Stiftskirche Lambach

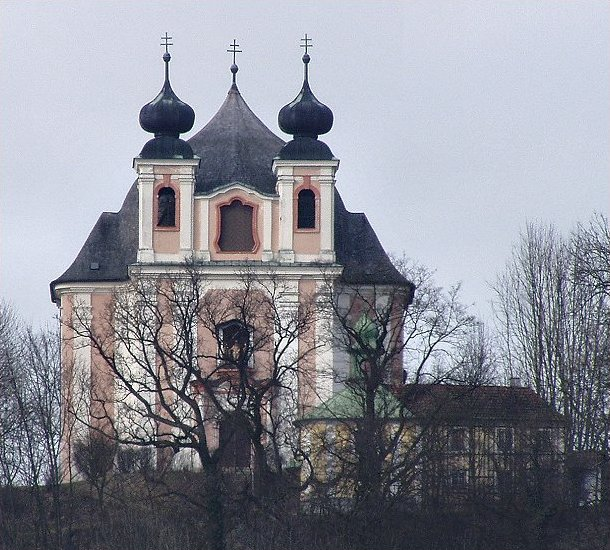
Kalvarienbergkirche

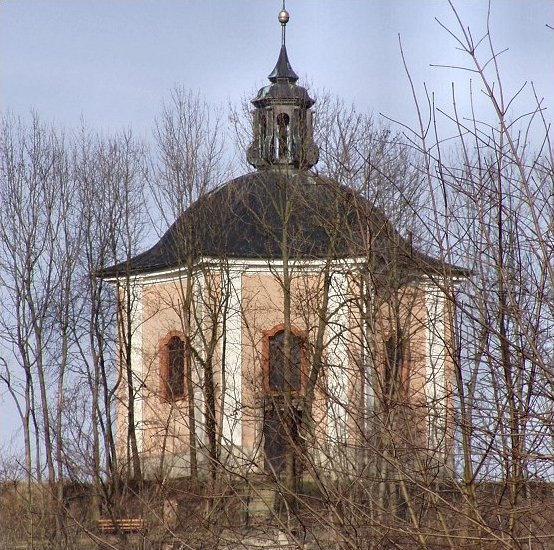
Maria-Hilf-Kapelle

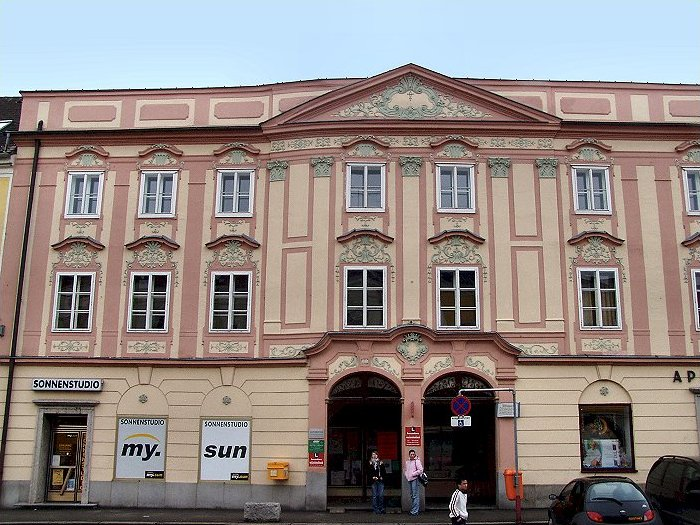
Die Stiftstaverne wurde 1660 erbaut

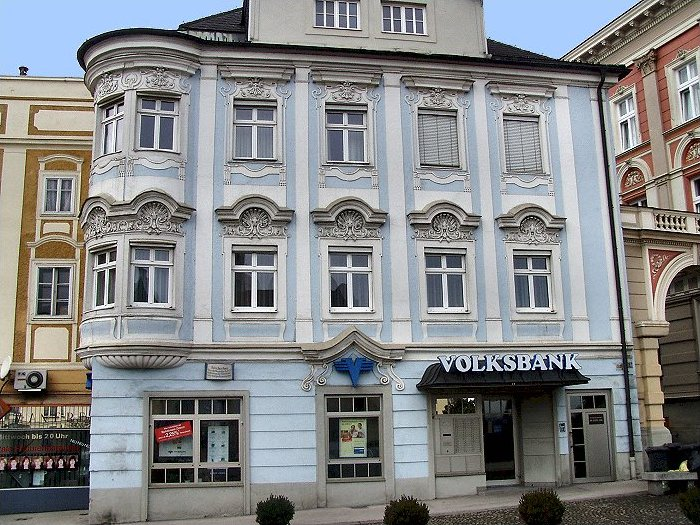
Ehemaliges Hofrichterhaus

- Benediktinerstift Lambach mit prachtvollen Barockräumen (Stiftsbibliothek, Ambulatorium, Sommerrefektorium). Das Barocktheater Lambach im Stift Lambach besitzt die ältesten bespielbaren Theaterräumlichkeiten (1770) in Österreich.
- Stiftskirche Lambach: Mit den ältesten romanischen Fresken im süddeutschen Sprachraum im romanischen Westwerk. Barocker Kirchenbau von Filiberto Lucchese mit mächtigem Hochaltar von Antonio Beduzzi.
- Kalvarienbergkirche auf dem Pfisterberg, erbaut 1717–1722. Der spätbarocke Zentralbau mit Zweiturmfassade wird von einer zwiebelförmigen Kuppel überdacht. Im Inneren der Kirche befinden sich Fresken von Wolfgang Andreas Heindl aus Wels. Ein Teil der Fresken wurde im Jahr 1952 von Prof. Fritz Fröhlich bei der Wiederherstellung der Kirche nach einer Bombenbeschädigung (1945) rekonstruiert.
- Maria-Hilf-Kapelle auf dem Puchberg, erbaut ab 1717.
- Die Friedhofskirche (vor 1200 erbaut, bis 1783 Pfarrkirche) dient seit 1991 als Aufbahrungs- und Aussegnungskirche.

Profanbauten
- Rathaus mit Musketenzaun: Der Zaun wurde aus Gewehrläufen aus der Zeit der Franzosenkriege (1800, 1805, 1809) hergestellt.
- Ehemalige Stiftstaverne (seit 1802 Apotheke) mit schöner Barockfassade (1730–1740)
- Ehemaliges Hofrichterhaus: Das Haus wurde unter Abt Maximilian Pagl 1721 als Haus für Stiftsbeamte ausgebaut.
- Sparkassengebäude: Das Gebäude wurde im Jahr 1893 als Monumentalbau im Stil des späten Historismus errichtet.
- Obelisk mit Doppelkopfadler zum Gedenken an die in den Jahren 1800 und 1805 Gefallenen der Gefechte zu Lambach (Napoleonische Kriege)
- Traunbrücke mit Statue des hl. Johannes Nepomuk
- Ehemaliger Stiftsmeierhof
- Kraftwerk Lambach (an der Traun)

Naturdenkmäler
- Lambachs Umgebung besitzt Biotope und Sumpfgebiete an der Mündung der Ager in die Traun.

### Regelmäßige Veranstaltungen
Das Kulturleben in Lambach wird wesentlich bereichert durch die Kulturvereinigung Gruppe O2. Die Kulturarbeit erstreckt sich auf rund 40 Veranstaltungen pro Jahr in den Bereichen Theater, Kabarett, Lesungen, O2-Jazz-Club, World-Music, Konzerte und Veranstaltungen von in- und ausländischen Volkskulturen etc.
Das Barocktheater im Stift Lambach ist u. a. bekannt durch Eigenproduktionen des klassischen Theaterfaches und eine wichtige Einrichtung in der Gemeinde Lambach.
Seit 2007 wird im Stift Lambach in einem 10-Jahres-Projekt das Gesamtwerk Ludwig van Beethovens aufgeführt.
Diverse weitere Vereine (u. a. die Marktmusikkapelle Lambach-Edt) bereichern durch ihre Aktivitäten das kulturelle Leben des Ortes.
- Wochenmarkt: Jeden Freitag von 7:00 Uhr bis 12:00 Uhr.
- Silvesterkonzert der Marktmusikkapelle Lambach-Edt (in der Sporthalle Lambach); 30. Dezember, 20:00 Uhr.
- Weinfest der Freiwillige Feuerwehr Lambach im Oktober.

## Wirtschaft und Infrastruktur

### Wirtschaftssektoren
Während von 1999 bis 2010 die Anzahl der landwirtschaftlichen Betriebe von vierzehn auf zehn sank, stieg die bebaute Fläche von 600 auf 1323 Hektar an. Im Produktionssektor arbeiteten 226 Erwerbstätige im Bereich Herstellung von Waren, 49 in der Bauwirtschaft und vierzehn in der Wasserver- und Abfallentsorgung. Die wichtigsten Arbeitgeber im Dienstleistungssektor waren die Bereiche soziale und öffentliche Dienste (418), freiberufliche Dienstleistungen (181) und der Handel (177 Mitarbeiter).
| Wirtschaftssektor            | Anzahl Betriebe | Anzahl Betriebe | Erwerbstätige | Erwerbstätige |
| Wirtschaftssektor            | 2011            | 2001            | 2011          | 2001          |
| ---------------------------- | --------------- | --------------- | ------------- | ------------- |
| Land- und Forstwirtschaft 1) | 10              | 14              | 13            | 8             |
| Produktion                   | 30              | 37              | 289           | 404           |
| Dienstleistung               | 203             | 152             | 996           | 988           |

1) Betriebe mit Fläche in den Jahren 2010 und 1999

### Unternehmen

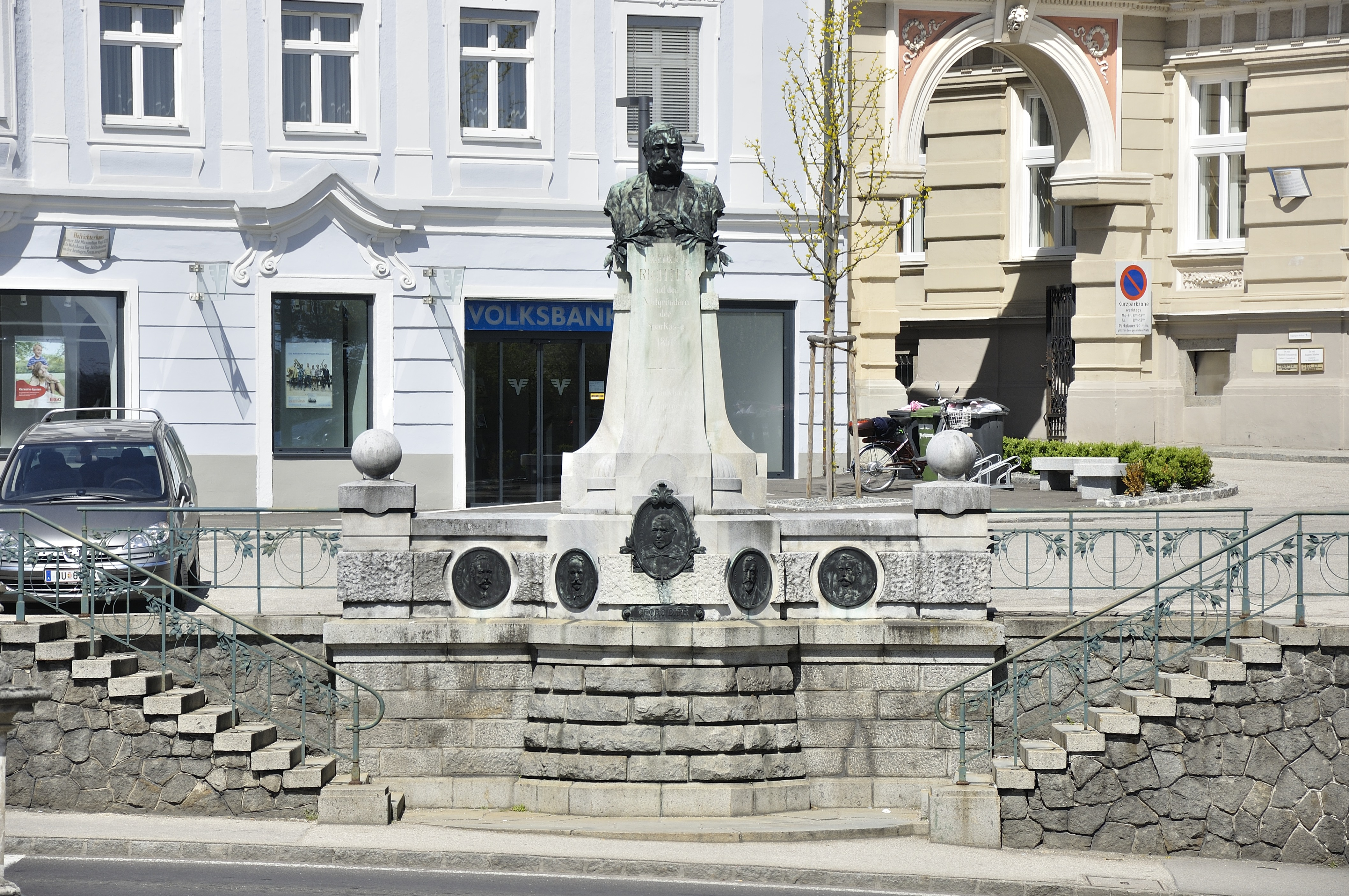
Denkmal der Gründer der Sparkasse

- Sparkasse Lambach

### Energie
Im Kraftwerk Lambach, das 1999 in Betrieb genommen wurde, werden jährlich 73 Millionen Kilowattstunden, das entspricht Strom für 17000 Haushalte, erzeugt.
2019 wurde das Dritte Werk von Starlim Sterner (Sitz in Marchtrenk) im Gewerbegebiet Lambacher Feld eröffnet.

### Verkehr
Lambach liegt an der Wiener Straße (B 1) zwischen Wels und Vöcklabruck.
Die Gmundener Straße (B 144) beginnt in Lambach und führt über Steyrermühl nach Gmunden. Seit den 1960er Jahren wird der Bau einer Umfahrung des Ortes diskutiert. 2006 konnte eine Nordumfahrung des Zentrums und das Baubeginndatum 2009 festgelegt werden. (Spatenstich Sommer 2012-Fertigstellung 2016 geplant.)
November 2016 Eröffnung der Umfahrung Lambach Nord.
Durch Lambach verlaufen ferner die Westbahn (Bahnhof Lambach und Haltestelle Lambach Markt), die Lokalbahn Lambach–Vorchdorf-Eggenberg und die Trauntalbahn. Auch die im Dezember 2009 stillgelegte Bahnstrecke Lambach–Haag am Hausruck berührte die Ortschaft.

### Bildung
Lambach ist heute ein bedeutender Schulort im Bezirk Wels-Land mit einem breiten schulischen Angebot:
- Volksschule Lambach
- Mittelschule 1 Lambach (Schwerpunkt Sport) mit angeschlossener Polytechnischer Schule (PTS Lambach)
- Mittelschule 2 Lambach (Schwerpunkt Musik)
- Handelsakademie Lambach des Schulvereines am Benediktinerstift Lambach
- Realgymnasium des Schulvereines am Benediktinerstift Lambach
- Landwirtschaftliche Fachschule Lambach mit den Fachrichtungen Pferdewirtschaft bzw. Landwirtschaft – Schweinehaltung und Ackerbau sowie landwirtschaftliche Berufs- und Fachschule für ländliche Hauswirtschaft im neu errichteten agrarischen Bildungszentrum Lambach an der Traun.
- Landesmusikschule (Zweigstelle der LMS Stadl-Paura)
- Montessori-Schule „Sonnenhaus“

## Politik
Der Gemeinderat hat 25 Mitglieder.

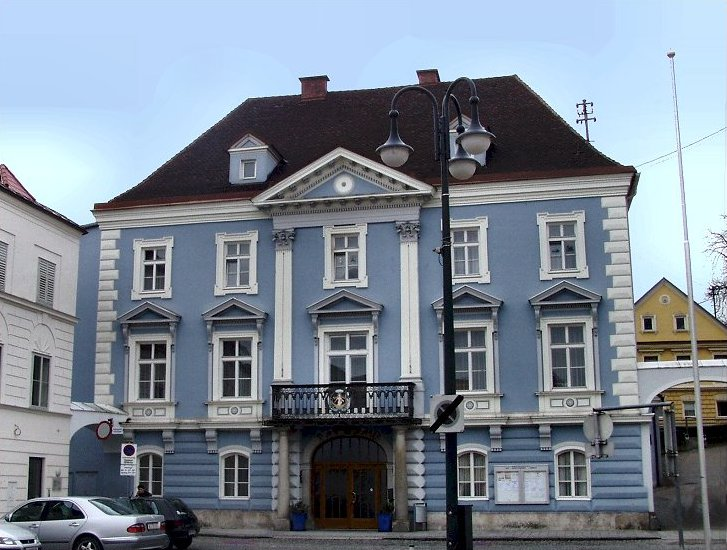
Rathaus auf dem Lambacher Marktplatz

- Mit den Gemeinderats- und Bürgermeisterwahlen in Oberösterreich 1997 hatte der Gemeinderat folgende Verteilung: 12 ÖVP, 7 SPÖ und 6 FPÖ.
- Mit den Gemeinderats- und Bürgermeisterwahlen in Oberösterreich 2003 hatte der Gemeinderat folgende Verteilung: 12 ÖVP, 10 SPÖ und 3 FPÖ.
- Mit den Gemeinderats- und Bürgermeisterwahlen in Oberösterreich 2009 hatte der Gemeinderat folgende Verteilung: 14 ÖVP, 7 SPÖ und 4 FPÖ.
- Mit den Gemeinderats- und Bürgermeisterwahlen in Oberösterreich 2015 hatte der Gemeinderat folgende Verteilung: 9 ÖVP, 8 SPÖ, 7 FPÖ und 1 NEOS.
- Mit den Gemeinderats- und Bürgermeisterwahlen in Oberösterreich 2021 hat der Gemeinderat folgende Verteilung: 9 ÖVP, 6 Liste FÜR Lambach, 6 SPÖ und 4 FPÖ.[6]

| Partei            | 2021  | 2021    | 2015  | 2015    | 2009  | 2009    | 2003  | 2003    | 1997  | 1997    |
| Partei            | %     | Mandate | %     | Mandate | %     | Mandate | %     | Mandate | %     | Mandate |
| ----------------- | ----- | ------- | ----- | ------- | ----- | ------- | ----- | ------- | ----- | ------- |
| ÖVP               | 36,79 | 9       | 33,41 | 9       | 52,16 | 14      | 45,82 | 12      | 47,98 | 12      |
| Liste FÜR Lambach | 23,22 | 6       |       |         |       |         |       |         |       |         |
| SPÖ               | 23,10 | 6       | 31,82 | 8       | 29,52 | 7       | 39,77 | 10      | 26,64 | 7       |
| FPÖ               | 16,89 | 4       | 28,65 | 7       | 18,32 | 4       | 14,41 | 3       | 25,38 | 6       |
| NEOS              |       |         | 06,12 | 1       |       |         |       |         |       |         |

### Bürgermeister
Bürgermeister seit 1850 waren:
- 1850–1857 Joseph Thoma
- 1857–1861 Karl Dirr
- 1861–1864 Friedrich Richter
- 1864–1867 Johann Deisinger
- 1867–1876 Ferdinand Groß
- 1876–1892 Andreas Hartl
- 1892–1900 Karl Köttl
- 1900–1907 Franz Niederwieser
- 1907–1919 Friedrich Almauer
- 1919–1928 Josef Obermaier
- 1928–1934 Karl Zeilinger
- 1934–1938 Johann Bauer
- 1938–1941 Richard Kirchner
- 1941–1945 Emil Messner
- 1945–1946 Ignaz Hinterleithner
- 1946–1949 Max Köstler
- 1949–1965 Ignaz Hinterleithner
- 1965–1972 Robert Sitter
- 1972–1991 Johann Deutsch
- 1991–1991 Hubert Sonnleitner
- 1991–2006 Friedrich Ilk (ÖVP)
- 2006–2015 Christine Oberndorfer (ÖVP)
- 2015–2020 Klaus Hubmayer (SPÖ)
- 2021–2021 Petra Marischka (SPÖ)[13]
- seit 2021 Johannes Moser (ÖVP)

### Wappen

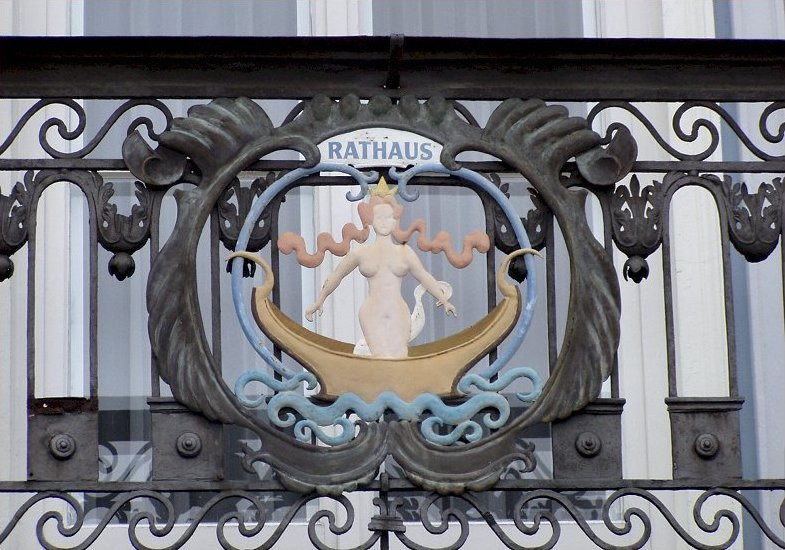
Wappen auf dem Balkon des Rathauses von Lambach

Offizielle Beschreibung des Gemeindewappens:
In Silber auf blauem, gewelltem Schildfuß eine rote Zille, darin eine nackte, vorwärtsgekehrte, wachsende Frauengestalt mit goldener Krone, ebensolchem Halsgeschmeide und langen, offenen Haaren.
Die Gemeindefarben sind Blau-Weiß.
Das Wappen hat seinen Ursprung in der Legende von der Jungfrau Flavia, die von ihrem heidnischen Vater wegen ihres christlichen Glaubens in einem Kahn auf der Ager ausgesetzt wurde. Der Kahn strandete an der Mündung der Ager in die Traun. Ein christlicher Hirte nahm sich Flavias an und beherbergte sie bis zum Tod ihres Vaters.
Bei diesem Wappen handelt sich um das Wappen des Stiftes Lambach, das nach Aufhebung der Grundherrschaft 1850 vom Markt übernommen wurde. Das bis dahin geführte Marktwappen zeigte als redendes Wappen ein Lamm auf einem pfahlweise gestellten, gewellten Bach.

### Gemeindepartnerschaften
- Reichenschwand (Landkreis Nürnberger Land) in Bayern (Deutschland)[14]

## Persönlichkeiten

### Söhne und Töchter der Gemeinde
- Ignaz Harrer (1826–1905), Politiker und Bürgermeister von Salzburg
- Ludwig Haase der Ältere (1827–1907), Maler
- Johann Schauer (1840–1914), Jurist, Politiker und Bürgermeister von Wels
- Josef Gruber (1867–1945), Politiker und Bürgermeister von Linz
- Josef Wiesmaier (1871–1931), Politiker (CSP)
- Aloys Wach (1892–1940), österreichischer Maler und Grafiker
- Benedikt Oberndorfer (1912–1977), Abt von Lambach
- Christina Steinmetzer (* 1941), ehemalige Landtagsabgeordnete und Kunsthistorikerin
- Christian Brandstätter (1943–2024), Verleger
- Jutta Skokan (* 1943), Autorin, Kulturvermittlerin
- Gero Fischer (* 1944), Slawist
- Peter Lang (* 1946), Pianist
- August Auinger (* 1955), Motorradrennfahrer
- Peter Stockinger (* 1956), Semiotiker

### Personen mit Bezug zur Gemeinde
- Wolfgang Amadeus Mozart (1756–1791), Komponist; war im Stift Lambach zu Gast und widmete ihm die Alte und Neue Lambacher Symphonie
- Anton Hafferl (1886–1959), Anatom und Rektor der Universität Graz
- Franz Ertl (1872–1933), Nationalrats- und Landtagsabgeordneter, verstorben in Lambach
- Ferdinand Reinold (1885–1935), Maler, verstorben in Lambach
- Adolf Hitler (1889–1945), besuchte in Lambach die zweite und dritte Klasse der Volksschule
- Ignaz Hinterleithner (1898–1973), Nationalratsabgeordneter, Bürgermeister von Lambach